# Zaki Konsol
Zaki Konsol (ar: زكي قنصل /Saki Al-Konsól/) (Yabroud, Siria Otomana, 1916 - Buenos Aires, Argentina, 1994) fue un poeta, periodista, traductor y comerciante sirio radicado en Argentina. Nació y creció en Yabroud, ciudad cercana a Damasco, y emigró hacia Argentina próximo a cumplir los 13 años de edad, junto a sus padres en 1929. En su nueva patria, se dedicó al comercio, como la gran mayoría de migrantes árabes, y contribuyó a la difusión del árabe y del francés, idioma que había aprendido en la escuela primaria. En su labor literaria, tradujo sus propios poemas al árabe y sus libros fueron publicados tanto en el mundo árabe como en Argentina. Falleció en la ciudad de Buenos Aires en 1994.